# System Abt

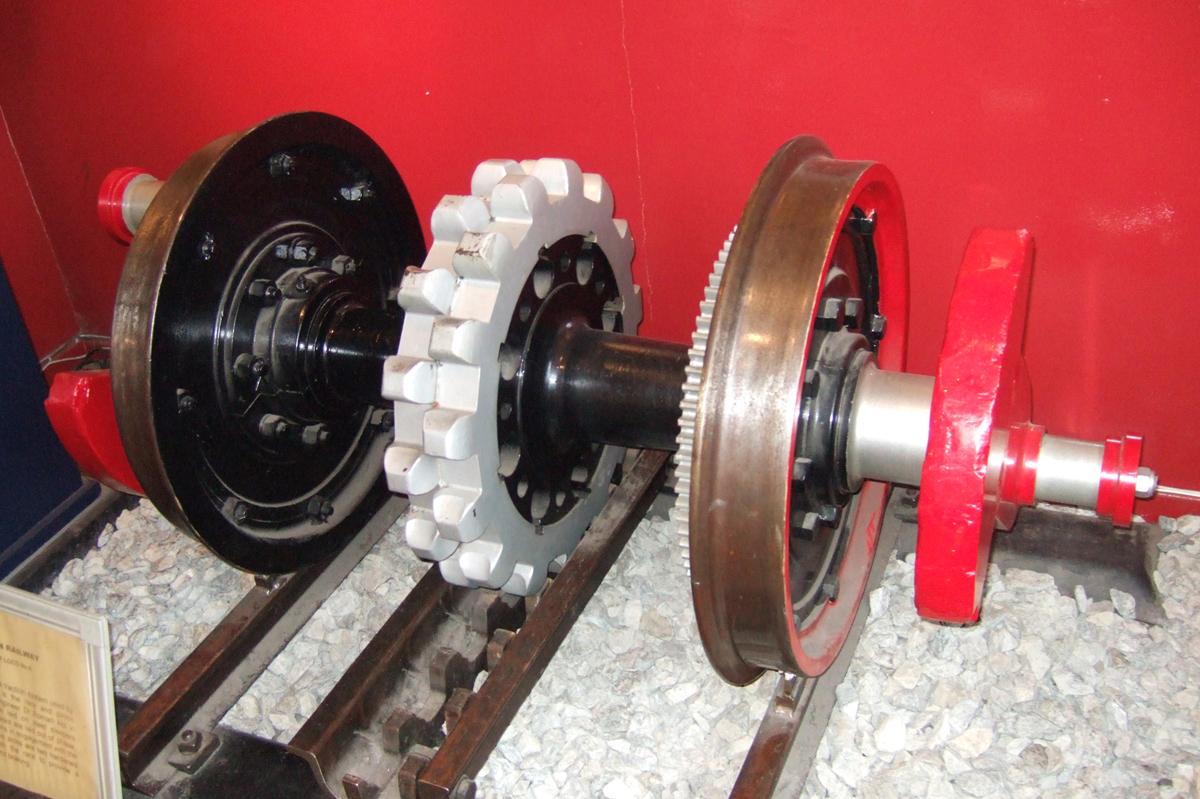
System Abt, Lamellenzahnstangen

System Abt is een systeem voor tandradspoorwegen, ontwikkeld door de Zwitserse ingenieur Carl Roman Abt (1850-1933).
Roman Abt werkte na zijn studie een tijdlang als constructeur onder Niklaus Riggenbach en kende daarom als geen ander de nadelen van het door deze spoorwegpionier ontwikkelde systeem Riggenbach, dat in eerste instantie bedoeld was voor toeristische en industriële lijnen. Abt, voortbouwend op de ideeën van zijn chef, bedacht daarom een eigen constructie met als uitgangspunt normaal samengestelde treinen comfortabel en met acceptabele snelheden over langere trajecten met variabele hellingspercentages te laten rijden. Zijn systeem bestaat uit meestal twee, maar in enkele gevallen ook drie vlakke lamellen, waarbij de vertanding per lamel respectievelijk een halve of een derde moduul verspringt.
Het eerste traject dat gebruikmaakte van dit systeem, de Rübelandbahn (Blankenburg – Tanne) in Duitsland, werd in 1885 geopend en was de eerste spoorlijn in Europa waarbij een adhesiespoorweg gecombineerd werd met een tandradspoorweg. Het grote voordeel van het systeem Abt is de constantere ingrijping van de tandwielen in de lamellen met een daaruit resulterende rustiger loop van de treinen. Bovendien is de aanleg (de lamellen zijn gemakkelijk te buigen) en het onderhoud relatief eenvoudig, maar de daaruit resulterende financiële voordelen worden vrijwel tenietgedaan door de mechanisch complexere en daardoor duurdere constructie van de tractievoertuigen (locomotieven en motorrijtuigen).
Zijn uitvindingen, onder meer een nog altijd toegepaste constructie die het mogelijk maakt tijdens het rijden zonder grote problemen (ontsporingen) van adhesie naar tandradspoor over te gaan, hebben in belangrijke mate bijgedragen tot verhoging van het comfort en de veiligheid van tandradbanen.